# NGC 7811
NGC 7811 (również PGC 168) – galaktyka spiralna (Sab?), znajdująca się w gwiazdozbiorze Ryb. Odkrył ją Albert Marth 5 października 1864 roku. Należy do galaktyk Seyferta typu 1.